# Koizumi Shinjirō
Koizumi Shinjirō (小泉 進次郎 (Tiểu Tuyền Tiến Thứ Lang)), sinh ngày 14 tháng 4 năm 1981, là một chính trị gia Nhật Bản, thành viên của Hạ viện Nhật Bản, đảng viên Đảng Dân chủ Tự do. Ông là con trai thứ hai của nguyên Thủ tướng Nhật Bản thứ 56 Koizumi Junichiro, em trai của nam diễn viên Koizumi Kotaro.
Koizumi có bằng cử nhân kinh tế tại trường Đại học Kanto Gakuin ở Yokohama, bằng thạc sĩ chính trị tại Đại học Columbia ở New York và từng là một nhà nghiên cứu tại Trung tâm nghiên cứu chiến lược và quốc tế có trụ sở tại Washington, đồng thời hoạt động với tư cách là Nhà lãnh đạo trẻ của Diễn đàn CSIS Thái Bình Dương. Ông làm thư ký riêng của cha mình. Ông được bầu vào Hạ viện năm 2009 sau khi cha mình nghỉ hưu.
Koizumi đã được cho là sẽ được chọn vào một vị trí nội các chính thức dưới thời chính phủ Abe trong các cuộc cải tổ tháng 10 năm 2015 và tháng 7 năm 2017.

## Quan điểm
Giống như bố mình, Koizumi đến thăm Đền Yasukuni vào ngày 15 tháng 8, ngày kỷ niệm đầu hàng của Nhật Bản trong Thế chiến II. Ông đến thăm năm 2012 và một lần nữa vào năm 2013.
Trong một cuộc phỏng vấn tháng 5 năm 2013 với  Sankei Shimbun , ông đã từ chối bình luận về thị trưởng Osaka Toru Hashimoto về những nhận xét gây tranh cãi về phụ nữ giải khuây, mô tả vấn đề này là một vấn đề nên làm được thảo luận giữa các chuyên gia và nhà sử học hơn là các chính trị gia. Ông mô tả sự thay đổi nhận thức dân tộc trong chính trị Nhật Bản là "tuyên truyền của Trung Quốc" và tuyên bố rằng chính phủ cần phải thực hiện một chiến dịch quan hệ công chúng tốt hơn chống lại nó trong khi tập trung vào việc thực hiện thành công Abenomics. Ông cũng bình luận về Hiến pháp Nhật Bản, nói rằng sửa đổi là cần thiết nhưng có nhiều vấn đề ngay lập tức cần được giải quyết: "Tôi đến các khu vực thảm họa ở Tohoku mỗi tháng và hiến pháp đã không đến thậm chí một lần là một vấn đề khi tôi đi bộ xuống đường ở đó."
Koizumi đã chỉ trích quyết định của chính phủ Abe về việc chấm dứt phụ phí thuế doanh nghiệp nhằm tài trợ cho sự phục hồi của Tohoku và xem năng lượng hạt nhân là không bền vững trong dài hạn, phản ánh quan điểm mà bố ông bày tỏ vào năm 2013.